# Bouillé-Loretz
Bouillé-Loretz korábbi község Franciaország Új-Aquitania régiójában, Deux-Sèvres megyében. 
Lakosainak száma 1022 fő (2018. január 1.). Bouillé-Loretz Saint-Macaire-du-Bois, Nueil-sur-Layon, Le Puy-Notre-Dame, Argenton-l’Église, Bouillé-Saint-Paul, Cersay és Saint-Martin-de-Sanzay községekkel határos.
2019. január 1-jén Argenton-l’Église korábbi községgel egyesült és az így létrejött Loretz-d’Argenton új község része lett.

## Népesség
A település népességének változása:
| Lakosok száma | 1062 | 1058 | 1059 | 1033 | 1022 |
|               | 2013 | 2015 | 2016 | 2017 | 2018 |